# Батишница
Батишница (болг. Батишница) — село в Болгарии. Находится в Русенской области, входит в общину Две-Могили. Население составляет 671 человек.

## Политическая ситуация
В местном кметстве Батишница, в состав которого входит Батишница, должность кмета (старосты) исполняет Салим Тасим Раиф (Движение за права и свободы (ДПС)) по результатам выборов.
Кмет (мэр) общины Две-Могили — Драгомир Дамянов Драганов (коалиция партий: Союз демократических сил, Демократическая партия, Демократы за сильную Болгарию, Земледельческий народный союз) по результатам выборов в правление общины.